# Gron (Yonne)
Gron – miejscowość i gmina we Francji, w regionie Burgundia-Franche-Comté, w departamencie Yonne.
Według danych na rok 1990 gminę zamieszkiwało 918 osób, a gęstość zaludnienia wynosiła 78 osób/km² (wśród 2044 gmin Burgundii Gron plasuje się na 255. miejscu pod względem liczby ludności, natomiast pod względem powierzchni na miejscu 816.).